# Levantský rift
Levantský rift nebo Levantská příkopová propadlina je příkop mezi dvěma tektonickými deskami: Arabskou a Núbijskou (Africkou). Obě desky se pohybují směrem k severu až severovýchodu, ale arabská deska se pohybuje rychleji.

## Popis

Schéma zrodu oceánu

Zlomová struktura se táhne z pomezí Sýrie a Turecka, kde se stýká s anatolským zlomem, k jihu přes území Libanonu, Izraele, Palestiny a Jordánska až do Akabského zálivu Rudého moře, kde se napojuje na Rudomořský rift. Na libanonském území je jeho součástí údolí Bikáa lemované pohořími Libanon a Antilibanon. Dále na jih je pak výrazné údolí Jordánu s Galilejským jezerem a především Mrtvým mořem, jehož břehy jsou nejhlubší proláklinou na souši (400 m pod úrovní světového oceánu). Mrtvé moře je navíc až 400 m hluboké, takže celý příkop dosahuje hloubky kolem 800 m. Na jih od Mrtvého moře pokračuje již suché údolí Arava. U Ejlatu je příkop zaplaven mořem; jako Akabský záliv pokračuje jihozápadním směrem do Rudého moře. Vedle příkopové propadliny do riftové oblasti patří i horská pásma, která příkop lemují. Nejvyššího bodu dosahují vrcholem Kurnat as-Saudá v Libanonu (3088 m).